# Atletiek op de Olympische Zomerspelen 2024 – 4×100 meter mannen
De 4×100 meter voor mannen  op de Olympische Zomerspelen 2024 vond plaats op acht en negen augustus in het Stade de France in Parijs. De Canadezen wonnen de gouden medaille, het zilver was voor Zuid-Afrika, en het brons ging naar Groot-Brittannië. 

## Records
Voorafgaand aan het toernooi waren dit het wereldrecord en het olympisch record.
| Wereldrecord     | JamaicaNesta Carter Michael Frater Yohan Blake Usain Bolt | 36,84 | Londen | 11 augustus 2012 |
| Olympisch record | JamaicaNesta Carter Michael Frater Yohan Blake Usain Bolt | 36,84 | Londen | 11 augustus 2012 |

## Resultaten

### Series
De drie snelste teams van elke serie kwalificeerden zich direct voor de finale (Q). Van de overgebleven teams kwalificeerden de twee tijdsnelsten zich ook voor de finale (q).

#### Serie 1
| Rang | Baan | Land                                                                                     | Reactie | Tijd  | Bijz. |
| ---- | ---- | ---------------------------------------------------------------------------------------- | ------- | ----- | ----- |
| 1    | 6    | Verenigde Staten Christian Coleman, Fred Kerley, Kyree King, Courtney Lindsey            | 0.122   | 37.47 | Q     |
| 2    | 4    | Zuid-Afrika Bayanda Walaza, Shaun Maswanganyi, Bradley Nkoana, Akani Simbine             | 0.155   | 37.94 | Q, SB |
| 3    | 5    | Groot-Brittannië Jeremiah Azu, Louie Hinchliffe, Richard Kilty, Nethaneel Mitchell-Blake | 0.133   | 38.04 | Q, SB |
| 4    | 7    | Japan Abdul Hakim Sani Brown, Hiroki Yanagita, Yoshihide Kiryu, Koki Ueyama              | 0.141   | 38.06 | q, SB |
| 5    | 8    | Italië Matteo Melluzzo, Marcell Jacobs, Fausto Desalu, Filippo Tortu                     | 0.144   | 38.07 | q     |
| 6    | 9    | Australië Lachlan Kennedy, Jacob Despard, Calab Law, Joshua Azzopardi                    | 0.156   | 38.12 | AR    |
| 7    | 2    | Nigeria Favour Ashe, Kayinsola Ajayi, Alaba Akintola, Usheoritse Itsekiri                | 0.169   | 38.20 |       |
| 8    | 3    | Nederland Onyema Adigida, Taymir Burnet, Nsikak Ekpo, Elvis Afrifa                       | 0.157   | 38.48 |       |

#### Serie 2
| Rang | Baan | Land                                                                             | Reactie | Tijd  | Bijz.   |
| ---- | ---- | -------------------------------------------------------------------------------- | ------- | ----- | ------- |
| 1    | 5    | China Deng Zhijian, Xie Zhenye, Yan Haibin, Chen Jiapeng                         | 0.139   | 38.24 | Q       |
| 2    | 7    | Frankrijk Méba-Mickaël Zeze, Jeff Erius, Ryan Zeze, Pablo Matéo                  | 0.157   | 38.34 | Q       |
| 3    | 6    | Canada Aaron Brown, Jerome Blake, Brendon Rodney, Andre De Grasse                | 0.174   | 38.39 | Q       |
| 4    | 8    | Jamaica Ackeem Blake, Jelani Walker, Jehlani Gordon, Kishane Thompson            | 0.155   | 38.45 | SB      |
| 5    | 9    | Duitsland Kevin Kranz, Owen Ansah, Yannick Wolf, Lucas Ansah-Peprah              | 0.151   | 38.53 |         |
| 6    | 3    | Brazilië Gabriel Garcia, Felipe Bardi, Erik Cardoso, Renan Correa                | 0.159   | 38.73 |         |
| 7    | 2    | Liberia Jabez Reeves, Emmanuel Matadi, John Sherman, Joseph Fahnbulleh           | 0.151   | 38.97 |         |
|      | 4    | Ghana Abdul-Rasheed Saminu, Benjamin Azamati, Ibrahim Fuseini, Joseph Paul Amoah | 0.214   | DSQ   | TR 24.7 |

### Finale
| Rang   | Baan | Land                                                                                      | Reactie | Tijd  | Bijz.   |
| ------ | ---- | ----------------------------------------------------------------------------------------- | ------- | ----- | ------- |
| Goud   | 9    | Canada Aaron Brown, Jerome Blake, Brendon Rodney, Andre De Grasse                         | 0.155   | 37.50 | SB      |
| Zilver | 7    | Zuid-Afrika Bayanda Walaza, Shaun Maswanganyi, Bradley Nkoana, Akani Simbine              | 0.153   | 37.57 | AR      |
| Brons  | 4    | Groot-Brittannië Jeremiah Azu, Louie Hinchliffe, Nethaneel Mitchell-Blake, Zharnel Hughes | 0.162   | 37.61 | SB      |
| 4      | 2    | Italië Matteo Melluzzo, Marcell Jacobs, Lorenzo Patta, Filippo Tortu                      | 0.142   | 37.68 | SB      |
| 5      | 3    | Japan Ryuichiro Sakai, Abdul Hakim Sani Brown, Yoshihide Kiryū, Koki Ueyama               | 0.130   | 37.78 | SB      |
| 6      | 6    | Frankrijk Méba-Mickaël Zeze, Jeff Erius, Ryan Zeze, Pablo Matéo                           | 0.153   | 37.81 | SB      |
| 7      | 8    | China Deng Zhijian, Xie Zhenye, Yan Haibin, Chen Jiapeng                                  | 0.160   | 38.06 | SB      |
| -      | 5    | Verenigde Staten Christian Coleman, Kenny Bednarek, Kyree King, Fred Kerley               | 0.138   | DSQ   | TR 24.7 |

1912: Jacobs, Macintosh, d'Arcy, Applegarth ·
1920: Paddock, Scholz, Murchison, Kirksey ·
1924: Clarke, Hussey, Leconey, Murchison ·
1928: Wykoff, Quinn, Borah, Russell ·
1932: Kiesel, Toppino, Dyer, Wykoff ·
1936: Owens, Metcalfe, Draper, Wykoff ·
1948: Ewell, Wright, Dillard, Patton ·
1952: Smith, Dillard, Remigino, Stanfield ·
1956: Murchison, King, Baker, Morrow ·
1960: Cullmann, Hary, Mahlendorf, Lauer ·
1964: Drayton, Ashworth, Stebbins, Hayes ·
1968: Greene, Pender, Smith, Hines ·
1972: Black, Taylor, Tinker, Hart ·
1976: Glance, Jones, Hampton, Riddick ·
1980: Moeravjov, Sidorov, Prokofjev, Aksinin ·
1984: Graddy, Brown, Smith, Lewis ·
1988: Bryzgin, Krylov, Moeravjov, Savin ·
1992: Marsh, Burrell, Mitchell, Lewis ·
1996: Esmie, Gilbert, Surin, Bailey ·
2000: Drummond, Williams, Lewis, Greene ·
2004: Gardener, Campbell, Devonish, Lewis-Francis ·
2008: Bledman, Burns, Callender, Thompson ·
2012: Carter, Frater, Blake, Bolt ·
2016: Powell, Blake, Ashmeade, Bolt ·
2020: Desalu, Jacobs, Patta, Tortu ·
2024: Brown, Blake, Rodney, De Grasse